# Gladius: Relics of War
Gladius: Relics of War est un jeu vidéo de type 4X développé par Proxy Games, et situé dans l'univers de Warhammer 40,000. 

## Système de jeu
Comme tous les jeux 4X, Gladius: Relics of War s'appuie sur des actions effectuées à chaque tour, suivis par celles de l'intelligence artificielle. L'action prend place sur le monde de Gladius, où quatre factions sont présentes : Astra Militarum, Orks, Space Marines et Nécrons. La carte est divisée en tuiles ("tiles") sur lesquelles les unités se déplacent, et les villes s'étendent en construisant des bâtiments. L'objectif final est l'élimination des adversaires de la carte.

## DLC
L'éditeur Slitherine Entertainment a sorti plusieurs DLC après la sortie du jeu de base, incluant des factions complètes ou divers ajouts :
| Nom                 | Date de sortie | Description                                                                                       |
| ------------------- | -------------- | ------------------------------------------------------------------------------------------------- |
| Reinforcement Pack  | Octobre 2018   | DLC ajoutant de nouvelles unités à chaque faction.                                                |
| Tyranids            | Janvier 2019   | Ajout des Tyranides en tant que faction jouable.                                                  |
| Chaos Space Marines | Juillet 2019   | Ajout des Space Marines du Chaos en tant que faction jouable.                                     |
| Fortification Pack  | Octobre 2019   | Ajout de bâtiments uniques pour chaque faction.                                                   |
| T'au                | Février 2020   | Ajout des T'au en tant que faction jouable.                                                       |
| Assault Pack        | Mai 2020       | Ajout d’une unité combattante axée sur la puissance offensive et la mobilité pour chaque faction. |
| Craftworld Aeldari  | Novembre 2020  | Ajout des Aeldari en tant que faction jouable.                                                    |
| Specialist Pack     | Juin 2021      | Ajout d’une unité unique à chaque faction.                                                        |
| Adeptus Mechanicus  | Novembre 2021  | Ajout de l’Adeptus Mechanicus en tant que faction jouable.                                        |
| Escalation Pack     | Juin 2022      | Ajout d’une unité unique à chaque faction.                                                        |
| Adepta Sororitas    | Décembre 2022  | Ajout de l’Adepta Sororitas en tant que faction jouable.                                          |
| Firepower Pack      | Mai 2023       | Ajout d’une unité combattante axée sur une puissance de feu écrasante pour chaque faction.        |
| Drukhari            | Novembre 2023  | Ajout des Drukhari en tant que faction jouable.                                                   |

## Accueil
| Gladius - Relics of War |      |        |
| Média                   | Nat. | Notes  |
| PC Gamer                | US   | 61/100 |
| IGN                     | US   | 7,9/10 |